# Berta Jacobs

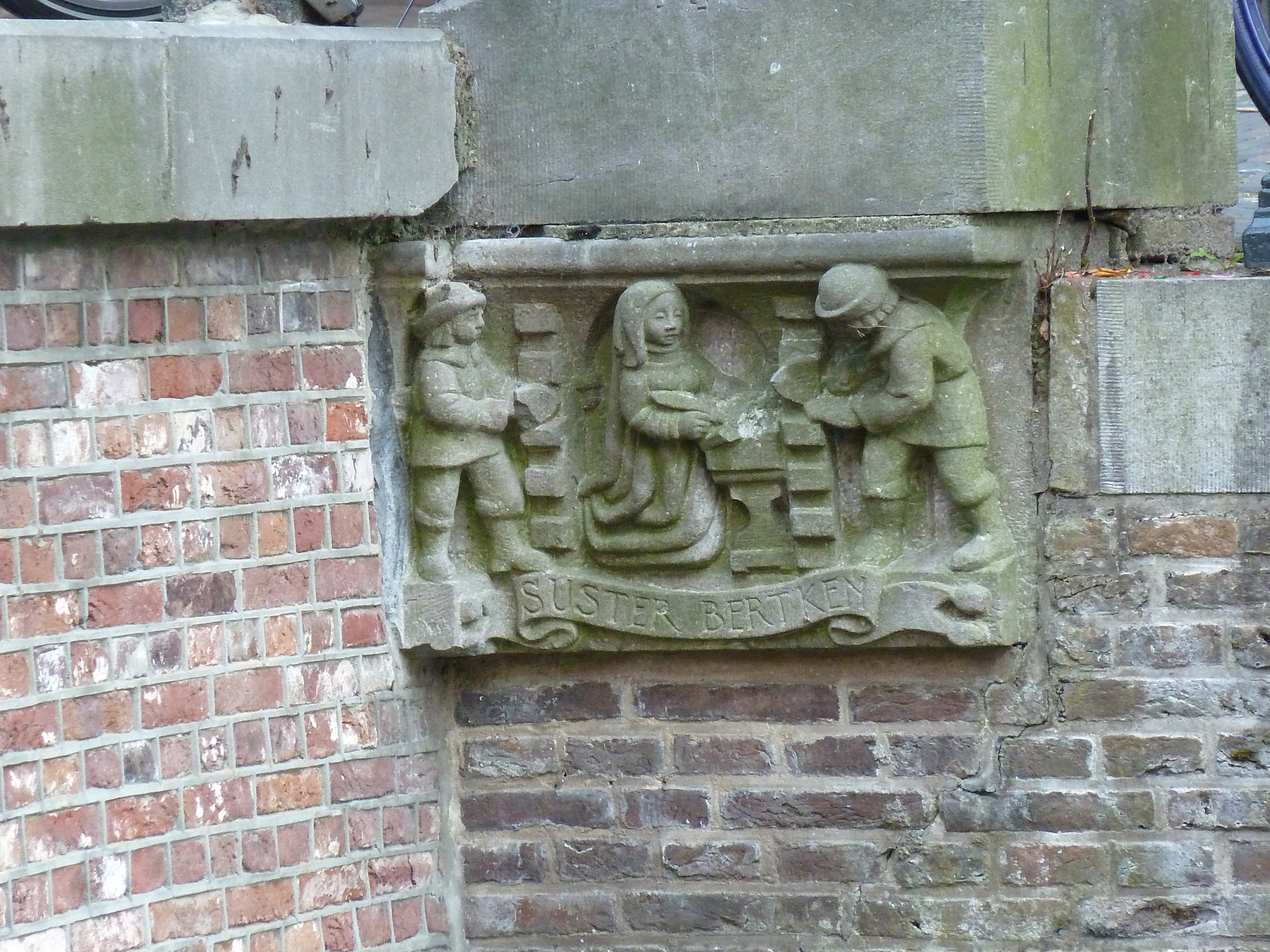
Relief pod latarnią miejską w Utrechcie (Vismarkt na wysokości Choorstraat), Holandia

Berta Jacobsdochter, znana też jako Suster Bertken, czyli Siostra Bertka (ur. w 1426 lub 1427 r. w Utrechcie, zm. 25 czerwca 1514 tamże) – pisarka, poetka i rekluza z Utrechtu.
Zachowały się dwie książki jej autorstwa, obie o charakterze religijnym. Pierwsza to Het boecxken van dye passie (Księga Męki Pańskiej), zawierająca prozatorskie rozważania na temat Męki Pańskiej. Druga, tytułowana Suster Bertkens boeck tractierende van desen puncten (Książka Siostry Bertken traktująca o następujących sprawach), zawiera szereg modlitw, traktat bożonarodzeniowy, dialog między wierzącą duszą a oblubieńcem Chrystusem i osiem pieśni. 